# 阿克塞尔·屈恩
阿克塞尔·屈恩（德語：Axel Kühn，1967年6月22日—），德国前男子雪车运动员。他曾代表德国参加1992年冬季奥林匹克运动会雪车比赛，联同沃尔夫冈·霍佩、波格丹·穆肖乌和勒内·汉内曼获得男子四人银牌。